# Nadine Kostner
Nadine Kostner (* 13. Oktober 1992 in Brixen) ist eine ehemalige italienische Skispringerin.

## Werdegang
Kostner, die für den Verein Val Gardena Gröden startete, begann im Winter 2003 mit dem Skispringen, nachdem ihre Nachbarin Elena Runggaldier sie mit auf die Skisprungschanze genommen hatte. Die Schülerin am Sportgymnasium des Wirtschaftshochschule in St. Ulrich in Gröden gab bereits drei Jahre später am 9. August 2006 in Pöhla ihr Debüt im Skisprung-Continental-Cup. Dabei verpasste sie jedoch deutlich eine Platzierung innerhalb der Punkteränge.
Im Januar 2007 startete sie in Toblach und sprang diesmal als 37. und 38. nur knapp an den Punkterängen vorbei. Auch bei den folgenden Springen blieb sie ohne Erfolg. Erst zwei Jahre später im Januar 2009 beim Springen in Toblach gelang ihr als 26. erstmals eine Platzierung in den Punkten. Diesen Erfolg wiederholte sie nur vier Tage später in Ljubno. Damit erreichte sie insgesamt 11 Punkte und damit Rang 70 der Gesamtwertung der Saison 2008/09.
Trotz dieser ersten Erfolge, gelang es Kostner nicht, sich dauerhaft in der Weltspitze zu etablieren. So verpasste sie im Sommer 2009 und auch zu Beginn der Skisprung-Continental-Cup 2009/10 weitere Punkteränge. Bei einem Sturz im Februar 2010 verletzte sich Kostner so schwer, dass sie den Sommer 2010 pausieren musste. Erst zur Nordischen Junioren-Skiweltmeisterschaft 2011 in Otepää startete sie wieder international, kam jedoch nur auf den 46. Platz. Bis zum Saisonende konnte sie ihre Leistungen zwar wieder steigern, blieb aber weiter ohne Erfolg. Nachdem Kostner auch im Sommer 2011 ohne Punkte geblieben war, zog sie sich noch vor Beginn der Saison 2011/12 aus dem Continental-Cup-Kader zurück. Für den Skisprung-Weltcup gehörte sie aber zur Saison 2011/12 zur Sichtungsgruppe der Italiener.

## Erfolge

### Continental-Cup-Platzierungen
| Saison  | Platz | Punkte |
| ------- | ----- | ------ |
| 2008/09 | 70.   | 11     |